# Noyers-Saint-Martin
Noyers-Saint-Martin é uma comuna francesa na região administrativa de Altos da França, no departamento de Oise. Estende-se por uma área de 13,27 km². Em 2010 a comuna tinha 883 habitantes (densidade: 66,5 hab./km²).